# 서울총장포럼
서울총장포럼(서울總長포럼, Seoul Forum of University President)은 서울특별시 소재 4년제 종합대학의 총장들로 이루어진 회의체로, 대학의 현주소를 진단하고 위기를 극복하기 위한 방안을 찾기 위해 만들어졌다. 2014년 12월 문제의식을 같이한 총장들의 모임을 계기로 시작했으며, 2015년 3월 25일 서울특별시 중구의 한국프레스센터에서 서울특별시의 17개 대학 총장들이 모여 공식적으로 창립했다. 초대 회장은 이용구 중앙대학교 총장이 맡았다. 현재 회장은 원용걸 서울시립대 총장으로, 2025년 3월부터 회장직을 맡고 있다.

## 포럼 참여대학
| 학교명           | 학교명             | 학교명           | 학교명             |
| ---------------- | ------------------ | ---------------- | ------------------ |
| 가톨릭대학교     | 동덕여자대학교     | 서울여자대학교   | 총신대학교         |
| 감리교신학대학교 | 명지대학교         | 성공회대학교     | 추계예술대학교     |
| 강서대학교       | 삼육대학교         | 성균관대학교     | 한국방송통신대학교 |
| 건국대학교       | 상명대학교         | 성신여자대학교   | 한국예술종합학교   |
| 경희대학교       | 서강대학교         | 세종대학교       | 한국외국어대학교   |
| 고려대학교       | 서경대학교         | 숙명여자대학교   | 한국체육대학교     |
| 광운대학교       | 서울과학기술대학교 | 숭실대학교       | 한성대학교         |
| 국민대학교       | 서울교육대학교     | 이화여자대학교   | 한양대학교         |
| 덕성여자대학교   | 서울대학교         | 장로회신학대학교 | 홍익대학교         |
| 동국대학교       | 서울시립대학교     | 중앙대학교       |                    |

## 역사

### 제1차 포럼
첫 포럼은 2015년 3월 25일 서울특별시 중구 한국프레스센터에서 열렸다. 이용구 중앙대학교 총장은 사립대학에 등록금 책정 등 재정운영의 자율권을 부여하고 기여 입학 제도를 허용해야 한다고 주장했으며, 대학이 갖고 있는 적릭금을 수익사업에 투자할 수 있도록 해야 한다고 했다. 황선혜 숙명여자대학교 총장은 대학 등록금 인상을 '대학 등록금 회복'이라고 표현하며 등록금을 인상해야 한다는 뜻을 내비쳤다. 또한 총장들은 MOOC의 파급력을 언급하면서, 더 많은 자율권을 통해 대학 강의의 질과 경쟁력을 높여야 한다고 말했다. 유기풍 서강대학교 총장은 이미 영어권 국가에서는 대학들이 MOOC 때문에 존폐의 기로에 있으며, 한국 대학들도 언어장벽 하나로 안심하고 있을 수는 없다고 말했다. 이용구 총장은 IMD 세계경쟁력 평가에서 대학 교육 질적 경쟁력 순위가 조사 대상국 60개국 가운데 53위였다면서, 대학 교육이 국가 경쟁력에 미치지 못하고 있다고 지적했다.

### 제2차 포럼
제2차 포럼은 2015년 6월 11일 서울특별시 서초구 팔래스호텔에서 열렸다. 한헌수 숭실대학교 총장은 대학이 국가의 발전을 위해 역할을 제대로 하지 못하는 원인이 정부의 과도한 제재에 있다며, 대학이 자주성을 갖기 위한 방안으로 영국의 인디펜던트 대학과 스테이트 펀디드 대학의 개념을 설명했다. 또한 신구 세종대학교 총장은 우버의 예를 들면서 서울특별시 소재 대학 사이의 학생 교환과 도서관 공유 등을 제안하면서 공유 대학의 개념을 제시했고, 이에 이정구 성공회대학교 총장은 학교간 교환 제도의 불균형과 시간 강사의 강의 축소가 우려된다면서 문제를 제기했다.

### 제3차 포럼
제3차 포럼은 2015년 9월 24일 중앙대학교에서 열렸다. 대학들이 공통적으로 갖고 있는 재정 문제와 관련하여 수익사업 사례를 토론했으며, 기술사업화 전략과 산학협력의 체계와 관련된 의견을 나눴다.

### 제4차 포럼
제4차 포럼은 2016년 1월 21일 서울특별시 중구 한국프레스센터에서 열렸다. 23개 대학 총장들이 모여 2016년 2학기부터 학부생들이 교류 대학의 강의 가운데 원하는 강의를 한 학기당 최대 6학점까지, 졸업학점의 절반까지 들을 수 있는 '학점교류에 관한 협약'을 체결했으며, 23개 대학이 공동으로 학점을 신청할 수 있는 체계를 구축할 방침이라고 밝혔다.

### 제5차 포럼
제5차 포럼은 2016년 3월 29일 서울특별시 중구 프레지던트호텔에서 열렸다. 교육부와 가진 간담회에서 이용구 전 중앙대학교 총장은 각 대학의 리소스를 개방해 고등교육을 높이자는 제안을 내놓았고, 교육부는 이를 적극적으로 돕겠다는 뜻을 밝혔다.

### 제6차 포럼
제6차 포럼은 2016년 6월 27일 서울특별시 중구 프레지던트호텔에서 개최되었다. 1부에서는 국가평생교육원 기영화 원장이 대학운영 모델의 다양화를 중심으로 하는 K-MOOC 대학 활용 방안에 관한 발표를 진행하였고, 2부에서는 서울시장 초청 간담회를 진행하여
박원순 서울시장과 함께 지역과 대학의 상생 발전방안에 대하여 논의하였다.

### 제7차 포럼
제7차 포럼은 2016년 9월 23일 서울특별시 중구 프레지던트호텔에서 개최되었다. 서강대 김재웅 교수는 대학의 학사제도 개선 방안과 학점교류 활성화 방안에 대한 발표를 진행하였다. 이용구 공유대학 추진단장은 대학의 위기 극복을 위한 실천적 과제가
공유대학(학점교류, 연합프로그램, 온라인 MOOC를 기반으로 한 수요자 중심의 대학시스템)이라고 주장하며 구체적인 공유대학 추진계획에 대한 발표를 진행하였다. 또한 숭실대학교 류희욱 기획조정실장은 대학의 재정부담을 유발하는 정부 각 부처의 사업에 대해 발표하였다.

### 제8차 포럼
제8차 포럼은 2017년 2월 14일 서울특별시 중구 세종호텔에서 열렸다. 박원순 서울시장 초대 간담회에서 이날 신임회장 신구 세종대학교 총장은 회원 대학과 서울시의 협력 하에 구축될 공유대학 플랫폼에 대한 논의를 했다. 또한 제1차 대학구조개학평가 리뷰 및 서울 소재 대학들이 제2차 대학구조개혁평가를 준비할 수 있는 방안들에 관한 의견을 나눴다.

### 제9차 포럼
제9차 포럼은 2017년 6월 14일 서울특별시 서초구 팔래스호텔에서 개최되었다. 서울총장포럼은 국회 교육문화체육관광위원회 위원장 유성엽 의원을 초청하여 대학교 정원감축 법제화와 관련하여 토의하는 등 간담회를 진행하였다. 또한 세종대학교 김용상 전산운영차장이 클라우드 기반의 공유대학 플랫폼 구축에 관한 발표를 진행하였다.

### 제10차 포럼
제10차 포럼은 2017년 7월 14일 서울특별시 중구 세종호텔에서 개최되었다. 김성익 삼육대 총장이 대학개혁평가에 대한 분석 및 제안에 대한 발표를 진행한 후 김수현 대통령 비서실 사회수석과 각 대학교의 총장이 자유롭게 토론을 진행하였다.

### 제11차 포럼
제11차 포럼은 2018년 5월 8일 서울특별시 중구 프레지던트호텔에서 개최되었다. 김용상 세종대학교 전산운영차장이 공유대학플랫폼에 관한 설명회를 진행한 후 교육부 심민철 대학학술정책관이 대학입시제도 국가교육회의 이송안에 관한 설명회를 진행하였다. 이후 김상곤 부총리 겸 교육부장관과 각 대학교의 총장이 해당 사안들에 관한 간담회를 진행하였다.

### 제12차 포럼
제12차 포럼은 2018년 7월 20일 서울특별시 중구 한국프레스센터에서 개최되었다. 서울총장포럼은 한국정보화진흥원과 공유대학플랫폼의 안정적인 운영을 위한 지속적 기술 협력, 클라우드 기반 공유대학 플랫폼 확산 및 활성화 협력 등을 내용으로 하는 협약을 체결하였다. 또한 서울시립대학교 이병정 전산정보원장이 공유대학플랫폼 구축사업 완료 보고회를 진행하였다.

### 제13차 포럼
제13차 포럼은 2018년 12월 18일 서울특별시 중구 코리아나호텔에서 개최되었다. 서울시장 초청 간담회를 진행하여 박원순 서울시장과 각 대학교의 총장이 서울시와 대학 간의 상생 및 협력 방안에 대하여 논의하였다. 또한 한국공학교육인증원 이경우 수석부원장이 공학교육인증제도에 관한 발표를 진행하였고 서울시립대 전인한 교무처장이 공유대학플랫폼의 현황과 운영 활성화 방안에 관한 발표를 진행하였다.

### 제14차 포럼
제14차 포럼은 2019년 2월 13일 서울특별시 중구 코리아나호텔에서 개최되었다. 교육부 김규태 고등교육정책실장을 초청하여 미래 변화와 대학의 탄력적 대응 방안 등에 관한 간담회를 진행하였다.

### 제15차 포럼
제15차 포럼은 2019년 6월 18일 서울특별시 한국프레스센터에서 개최되었다. 유은혜 사회부총리 겸 교육부 장관을 초청하여 강사법 시행, 현재 대학이 겪고 있는 문제점 등에 대한 간담회를 진행하였다. 또한 서울총장포럼은 대학의 사회적 책무를 다하며 정부와 상호 협력을 통해 고등교육 혁신과 미래 성장 기반 마련을 위해 적극 노력, 새롭게 교원지위가 부여되는 강사의 적극적이고 합리적인 고용 기회 개선을 통해 안정적 강의 환경을 구축하도록 적극 노력, 강사법의 취지를 살려 학습선택권과 대학의 특성을 고려한 단계적 접근을 통해 제도가 연착륙될 수 있도록 적극 노력할 것을 내용으로 하는 학문후속세대 양성을 위한 서울총장포럼의 입장문을 발표하였다.

### 제16차 포럼
제16차 포럼은 2020년 12월 16일 서울특별시 성신여자대학교 운정그린캠퍼스에서 개최되었다.  교육부 김규태 고등교육정책실장 및 교육부 담당자를 초청하여 고등교육 주요 정책사항에 대한 안내 및 의견 수렴을 진행하였다.

### 제17차 포럼
제17차 포럼은 서면으로 개최되었다. 서울총장포럼 제6기 회장에 유지상 광운대 총장이 선출되었다.

### 제18차 포럼
제15차 포럼은 2020년 6월 9일 화상회의로 진행되었다. 교육부 최은옥 고등교육정책실장을 초청하여 포스트 코로나 대책 및 기타 고등교육과 관련한 질의응답 시간 및 공유대학플랫폼의 향후 운영방안에 대해 논의하였다.

### 제24차 포럼
제24차 포럼은 2022년 8월 31일 한국프레스센터에서 개최되었다. 서울시의회 김현기 의장을 초청하여 지자체와 대학 간 상생협력 발전방안에 대해 논의하였다.

### 제25차 포럼
제25차 포럼은 2022년 10월 13일 부터 10월 15일까지 제주도에서 개최되었다. 성균관대학교 배상훈 교수를 초청하여 대학의 전망과 과제에 대한 강연을 진행하고, 건국대학교 이현출 교수와 대한교육법학회 이덕난 수석부회장이 '2022년 고등교육 정책연구 과제'에 대한 중간 발표를 진행하였다.

### 제26차 포럼
제26차 포럼은 2022년 12월 21일 한국프레스센터에서 개최되었다. 서울특별시 조남준 도시계획국장과 심재욱 시설계획과장을 초청하여 서울시 '대학시설 도시계획 지원방안' 설명회를 진행하고, 건국대학교 이현출 교수와 대한교육법학회 이덕난 학회장이 '2022년 고등교육 정책연구과제' 결과 발표를 진행하였다.

### 제27차 포럼
제27차 포럼은 2023년 2월 10일 한국프레스센터에서 개최되었다. 서울총장포럼 제9기 회장에 홍성태 상명대 총장이 선출되었다.

### 제28차 포럼
제28차 포럼은 2023년 6월 15일부터 6월 17일까지 제주도에서 개최되었다. 장상윤 교육부 차관과 권찬호 은평구평생학습관장을 초청하여 특강을 진행하였다.

### 제29차 포럼
제29차 포럼은 2023년 8월 29일 한국프레스센터에서 개최되었다. 상명대학교 장덕호 교수의 '2023 고등교육 정책연구과제' 발표와 교육부 지역인재정책관 초청간담회를 진행하였다.

### 제30차 포럼
제30차 포럼은 서면으로 개최되었다. 숭실대학교 장범식 총장이 감사로 선출되었다.

### 제31차 포럼
제31차 포럼은 2024년 2월 14일 한국프레스센터에서 개최되었다. 서울총장포럼 제10기 회장에 유지범 성균관대학교 총장이 선출되었다.

### 제32차 포럼
제32차 포럼은 2024년 6월 7일부터 6월 8일까지 제주도에서 개최되었다. 성균관대 인공지능혁신융합대학사업단장인 김재현 교수의 특강과 교육부 박성민 기획조정실장의 특강을 진행하였다.

### 제33차 포럼
제33차 포럼은 2024년 10월 11일 한국프레스센터에서 개최되었다. 이주호 사회부총리 겸 교육부장관과 오세훈 서울특별시장을 초청하여 교육부-서울시-대학 간담회를 진행하고, 성균관대 배상훈 교수의 '2024 고등교육 정책연구과제' 발표을 진행하였다.

### 제34차 포럼
제34차 포럼은 서면으로 개최되었다. 경희대학교 김진상 총장이 감사로 선출되었다.

### 제35차 포럼
제35차 포럼은 2025년 2월 5일 한국프레스센터에서 개최되었다. 서울총장포럼 제11기 회장에 원용걸 서울시립대학교 총장이 선출되었다.

### 제36차 포럼
제36차 포럼은 서면으로 개최되었다. 운영위원 선출(안)과 신규 가입 신청에 따른 회원 자격 인정(안)을 의결하였다.

## 비판
제1차 포럼이 열린 뒤 이수연 대학교육연구소 연구원은 서울특별시의 대학들은 서열화된 대학 체계 안에서 이미 많은 특권을 누리고 있다고 지적했고, 노중기 전국교수노조 위원장은 이들 대학들의 주장은 더 큰 특권을 누리겠다는 주장이라고 비판했다. 또한 기여 입학 제도는 경제적 부가 학력의 대물림으로 이어지는 가장 나쁜 형태의 재정 수급 방안이라고 비판했다. 서울 소재 대학교 포함 45개 학생회 소속 학생 대표들은 중앙대학교 본관 앞에서 가진 기자회견에서 중앙대학교가 내놓은 학사구조선진화 방안 등 인문대의 구조조정에 반대한다는 뜻을 밝혔다.

## 같이 보기
- 서울특별시의 대학교 목록
- 한국대학교육협의회